# عجميستا (فلم)
عجميستا فيلم مصري إنتاج عام 2007.

## قصة الفيلم
تدور أحداث الفيلم في إطار من الأكشن (الحركة) حول أديب خالد أبو النجا وشاب فقير شريف رمزي الذي هو من أهل العجمي وليس عنده أهل أو أصدقاء أو حتى مكان يعيش به ويحدث صدام بين هاتين الشخصيتين نتيجة اختلاف الظروف الاجتماعية والثقافية ومع تطور الأحداث تنشأ بينهما صداقة ويتحقق حلم الأديب في الشهرة عن طريق هذا الشاب الفقير، بينما يحلم الشاب الفقير بمركب يستطيع أن يصطاد ويعيش من خلالها ويتزوج حبيبته.وهذا الفيلم يبين أن فئات المجتمع بينها علاقة تكافلية يعيشون مكملين لبعض .

## الممثلون
- خالد أبو النجا
- شريف رمزي
- مي عز الدين
- ريهام عبد الغفور
- دنيا عبد العزيز
- عمرو ممدوح
- أحمد عقل
- عبد الله مشرف
- يوسف عيد

## روابط خارجية
- مقالات تستعمل روابط فنية بلا صلة مع ويكي بيانات